# Антонина Пояркова
Антонина Иванова Пояркова (на руски: Антонина Ивановна Пояркова) е съветска ботаничка, лауреат на Сталинска награда (1952), една от водещите авторки в изданието „Флора на СССР“ (1934 – 1964).

## Биография
Родена е на 20 февруари 1897 г. в Санкт Петербург. Учи в Екатеринската женската гимназия, която завършва през 1914 г. През 1915 г. става студентка в Женския педагогически институт. През 1922 г. завършва природогеографския факултет на Първи петроградски държавен педагогически институт. През 1920 г. постъпва като научен сътрудник в Катедрата на живите растения на Главната ботаническа градина на РСФСР. Започва работа в лабораторията за експериментална екология под ръководството на проф. Н. А. Максимов.
В периода 1931 – 1936 г. работи на непълен работен ден в Института за геоложки проучвания на нефта, изучава изкопаемата флора в Приаралието, Сахалин, Амур и Камчатка. През 1932 – 1939 г. временно изпълнявала консултантска работа в Държавната академия за комунални услуги в Москва. През 1936 г. става кандидат на биологичните науки, без да защитава дисертацията „За работы по ситематике цветковых и по ископаемым флорам Северной Азии“.
За ботанически изследвания, публикувани във „Флора на СССР“, през 1952 г. получава Сталинската награда втора степен в областта на науката, заедно с ботаниците Б. К. Шишкин и С. В. Юзепчук.
През 1955 г. без да защитава дисертацията си става доктор на биологичните науки.
През 1969 – 1973 г. е консултант в лабораторията по таксономия и география на висшите растения на Ботаническия институт към Академията на науките на СССР. От 1974 г. напуска института, но продължава научната си работа доколкото е възможно.
За успешна безкористна работа е удостоена с орден „Ленин“ и няколко медала.
Умира на 10 октомври 1980 г. в Ленинград. Погребана е в Зеленогорското гробище.

## Растения на нейно име
В нейна чест са именувани растенията:
- Pojarkovia Askerova (1984)
- Andrachne pojarkoviae Kovatschev (1965)
- Cotoneaster pojarkovae Zakirov (1955)
- Crataegus pojarkoviae Kossych (1964)
- Fraxinus pojarkoviana V.N.Vassil. (1952)
- Galium pojarkovae Pobed. (1958)
- Hyoscyamus pojarkovae Schönb.-Tem. (1972)
- Kudrjaschevia pojarkovae Ikonn. (1972)
- Ligularia pojarkovana S.W.Liu & T.N.Ho (2001)
- Prunus pojarkovii A.E.Murray (1969)
- Salicornia pojarkovae Semenova (1956)
- Senecio pojarkovae Schischk. (1953)
- Taraxacum pojarkoviae Schischk. (1964)